# Milivoj Petković
Milivoj Petković (Šibenik, 11. listopada 1949.), hrvatski vojni zapovjednik i bivši načelnik Glavnog stožera HVO-a tijekom bošnjačko-hrvatskog sukoba. 

## Životopis
Diplomirao je na Vojnoj akademiji JNA te stekao čin potpukovnika. U ljeto 1991. napušta JNA kako bi se pridružio Hrvatskoj vojsci . 
U proljeće 1992. Janko Bobetko je rasporedio Petkovića u zapovjedništvo Izmještenog zapovjednog mjesta Hrvatske vojske u Grude, u Bosni i Hercegovini, koja je postala glavni glavni stožer oružanih snaga Herceg-Bosne (HRHB)/HVO-a. Od tada do ljeta 1993. Petković je bio na položaju vojnog zapovjednika oružanih snaga Herceg-Bosne/HVO-a kao načelnik Glavnog stožera HVO-a . Kada je 24. srpnja 1993. Slobodan Praljak imenovan za najvišeg vojnog zapovjednika HVO-a, Petković je postao i praktično nastavio obavljati dužnost zamjenika iste pozicije. 26. travnja 1994. Petković je ponovno postavljen za vrhovnog zapovjednika HVO-a i na tom je položaju ostao do približno 5. kolovoza 1994. Na raznim položajima i funkcijama koje je obavljao, smatra se da je navodno imao de jure i/ili de facto zapovijed i nadzor nad oružanim snagama Herceg-Bosne/HVO-a .

### Suđenje u Haagu
2004. Međunarodni sud za zločine počinjene na području bivše Jugoslavije izdao je optužnicu za šest čelnika bivše HRHB - protiv Jadranka Prlića, Brune Stojića, Slobodana Praljka, Petkovića, Valentina Ćorića i Berislava Pušića . Optužen je za progone na političkoj, rasnoj ili vjerskoj osnovi; ubojstvo; silovanje; deportacije; zatočavanje; nečovječna djela; hotimično lišavanje života; premještanje i zatvaranje civila; nečovječno postupanje; uništavanje imovine širokih razmjera i oduzimanje imovine koje nije opravdano vojnom nuždom, a izvedeno je protupravno i bezobzirno; okrutno postupanje; protupravni rad; bezobzirno razaranje gradova, naselja ili sela, ili pustošenje koje nije opravdano vojnom nuždom; uništavanje ili hotimično nanošenje štete ustanovama namijenjenim religiji ili obrazovanju; pljačkanje javne ili privatne imovine i protupravni napad na civile, Bošnjake, 1993. i 1994. tijekom napada na Prozor, Gornji Vakuf, Jablanicu, Ljubuški, Stolac, Čapljinu i Vareš, te opsadu Mostara u sklopu bošnjačko-hrvatskog sukoba. Prema optužnici, cilj je bilo protjerivanje bošnjačkog stanovništva, stvaranje etnički čistih prostora te konačno njihovo odvajanje i priključenje Hrvatskoj u granicama Banovine Hrvatske iz 1939. godine .
Petković se dobrovoljno predao sudu te izjasnio da nije kriv ni po jednoj točki optužnice. Suđenje je počelo 26. travnja 2006., a završne riječi su se održale u ožujku 2011. Tužiteljstvo je predstavilo 145 svjedoka, a obrana 65, te uključilo 4914 dokaznih predmeta u rasponu od 465 sudskih radnih dana , što taj predmet čini najduljim u povijesti tribunala [neaktivna poveznica]. Prvostupanjska presuda očekivala se u ožujku 2013., ali je odgođena za svibanj. U travnju 2013. zakazano je izricanje presude za 29. svibnja. 29. svibnja 2013. nepravomoćnom je prvostupanjskom presudom osuđen na 20 godina zatvora.
Dana 29. studenog 2017. godine konačnom je pravomoćnom drugostupanjskom presudom osuđen na 20 godina zatvora.